# Chemin de Tucaut
Le chemin de Tucaut est une voie de Toulouse, chef-lieu de la région Occitanie, dans le Midi de la France.

## Situation et accès

### Description
Le chemin de Tucaut est une voie publique. Il se trouve dans le quartier de Saint-Simon. Il correspond à une partie de l'ancien chemin vicinal 34, qui allait de Tournefeuille à Portet-sur-Garonne (actuels chemin de Tucaut et de la Saudrune). En 1938, il est absorbé par la route départementale 63, qui va de Portet-sur-Garonne à Villaudric en passant par Tournefeuille et Colomiers. En 2017, la gestion de la partie de la route située entre Toulouse et Lespinasse est transférée à Toulouse Métropole et elle est devenue la route métropolitaine 63.
Il naît perpendiculairement à la route de Seysses, au carrefour du rond-point Jean-Claude-Husson, et dans l'axe du chemin de la Saudrune, qui le prolonge au sud-est jusqu'à la limite communale de Portet-sur-Garonne. D'une longueur totale de 2 840 mètres environ, il est orienté au nord-ouest. Dans sa première partie, il longe à gauche des terrains agricoles et dessert à droite des lotissements du quartier Saint-Simon, rencontrant successivement la rue Jean-Weber, la rue Albert-Carovis, le chemin du Loup, la rue Simone-Weil, le chemin de Canto-Laouzetto et l'impasse Alexandre-Ansaldi. À partir du carrefour qu'il forme avec le chemin de Villenouvelle et le chemin de Basso-Cambo, le chemin de Tucaut marque la limite entre les communes de Toulouse, à droite, et de Cugnaux, à gauche. Il dessert à nouveau plusieurs lotissements reliés par la rue du Prilloume, la rue Antoine-Bayes, l'impasse du Coin-Fermé et la rue André-Mazana, avant de rencontrer la route de Saint-Simon, puis l'impasse de Diane. Il croise la rue Rodolfo-Llopis-Ferrandiz, qui abrite la voie du canal de Saint-Martory. Il se termine à la limite communale de Tournefeuille, marquée par le fossé de Larramet. Il est prolongé au nord-ouest par le chemin de Larramet, qui mène à la base de loisirs de la Ramée. 
La chaussée compte une voie de circulation automobile dans chaque sens. Il n'existe pas d'aménagement cyclable.

### Voies rencontrées
Le chemin de Tucaut rencontre les voies suivantes, dans l'ordre des numéros croissants (« g » indique que la rue se situe à gauche, « d » à droite) :
1. Route de Seysses
2. Rond-point Jean-Claude-Husson
3. Rue Jean-Weber (d)
4. Rond-point Auguste-Désarnauts
5. Rue Albert-Carovis (d)
6. Chemin du Loup (d)
7. Rue Simone-Weil (d)
8. Impasse de Tucaut (g)
9. Chemin de Canto-Laouzetto (d)
10. Impasse Alexandre-Ansaldi (d)
11. Chemin de Villenouvelle (g)
12. Chemin de Basso-Cambo (d)
13. Rue du Docteur-Jean-Reygasse - Cugnaux (g)
14. Rue du Prilloume (d)
15. Rue Antoine-Bayes (d)
16. Impasse du Coin-Fermé (d)
17. Rue André-Mazana (d)
18. Route de Toulouse - Cugnaux (d)
19. Route de Saint-Simon (d)
20. Impasse de Diane (d)
21. Rue Rodolfo-Llopis-Ferrandiz (d)
22. Chemin de Larramet - Tournefeuille

### Transports

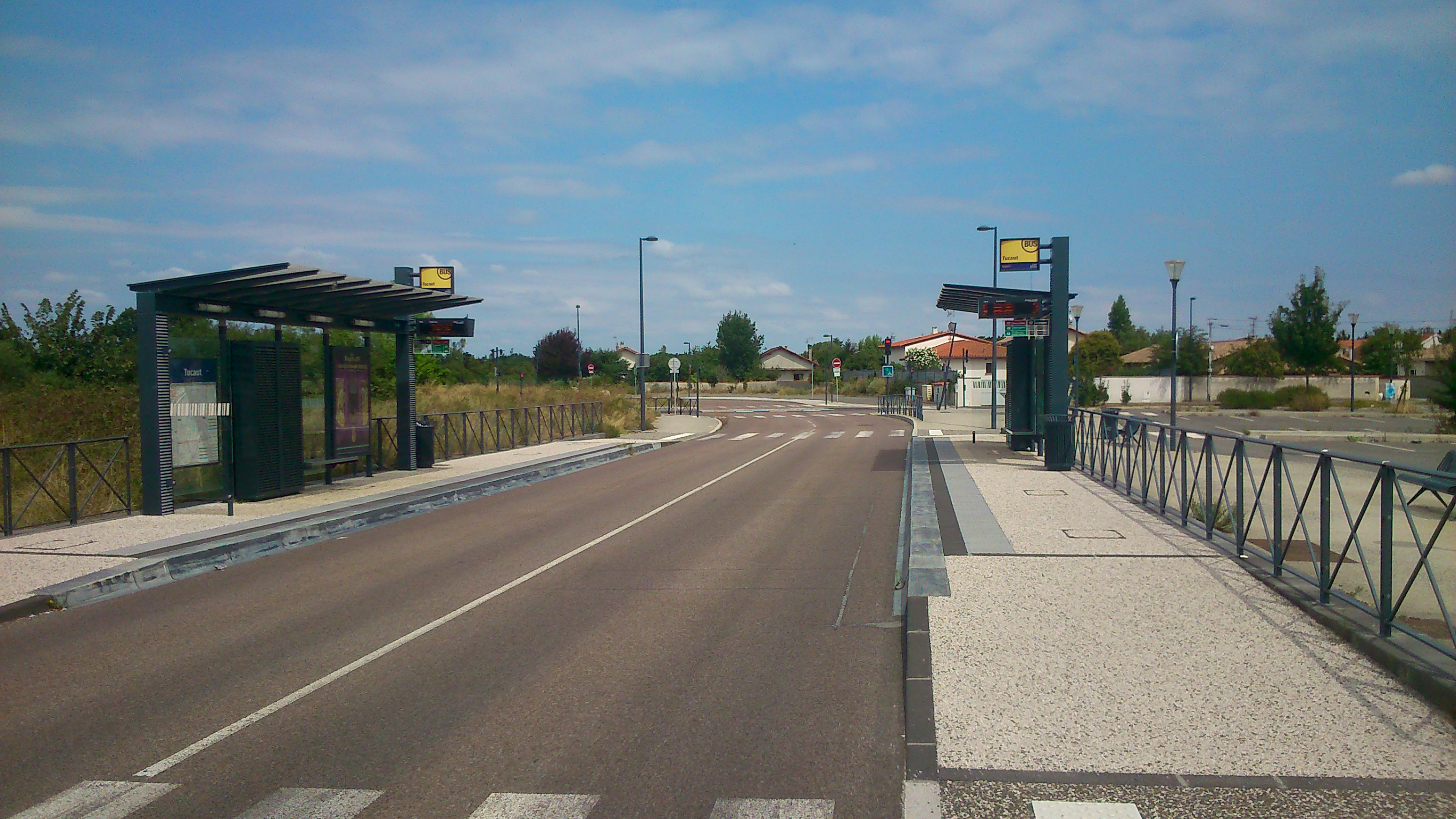
La station Tucaut, le long de la voie du canal de Saint-Martory, à proximité du chemin de Tucaut.

Le chemin du Tucaut est parcouru et desservi, entre la route de Seysses et la route de Saint-Simon, par les deux lignes de bus 5357, ainsi que, entre le chemin de Basso-Cambo et la route de Saint-Simon, par la ligne de bus 87. De plus, à l'ouest, au carrefour de la rue Rodolfo-Llopis-Ferrandiz se trouvent les arrêts des lignes de Linéo L11 et de bus 48 qui empruntent la voie du canal de Saint-Martory.
Il n'existe pas de stations de vélos en libre-service VélôToulouse à proximité.

## Odonymie
Le nom du chemin lui vient de la ferme du Tucaut, un important domaine agricole de Saint-Simon qui se trouvait en bordure.

## Patrimoine et lieux d'intérêt

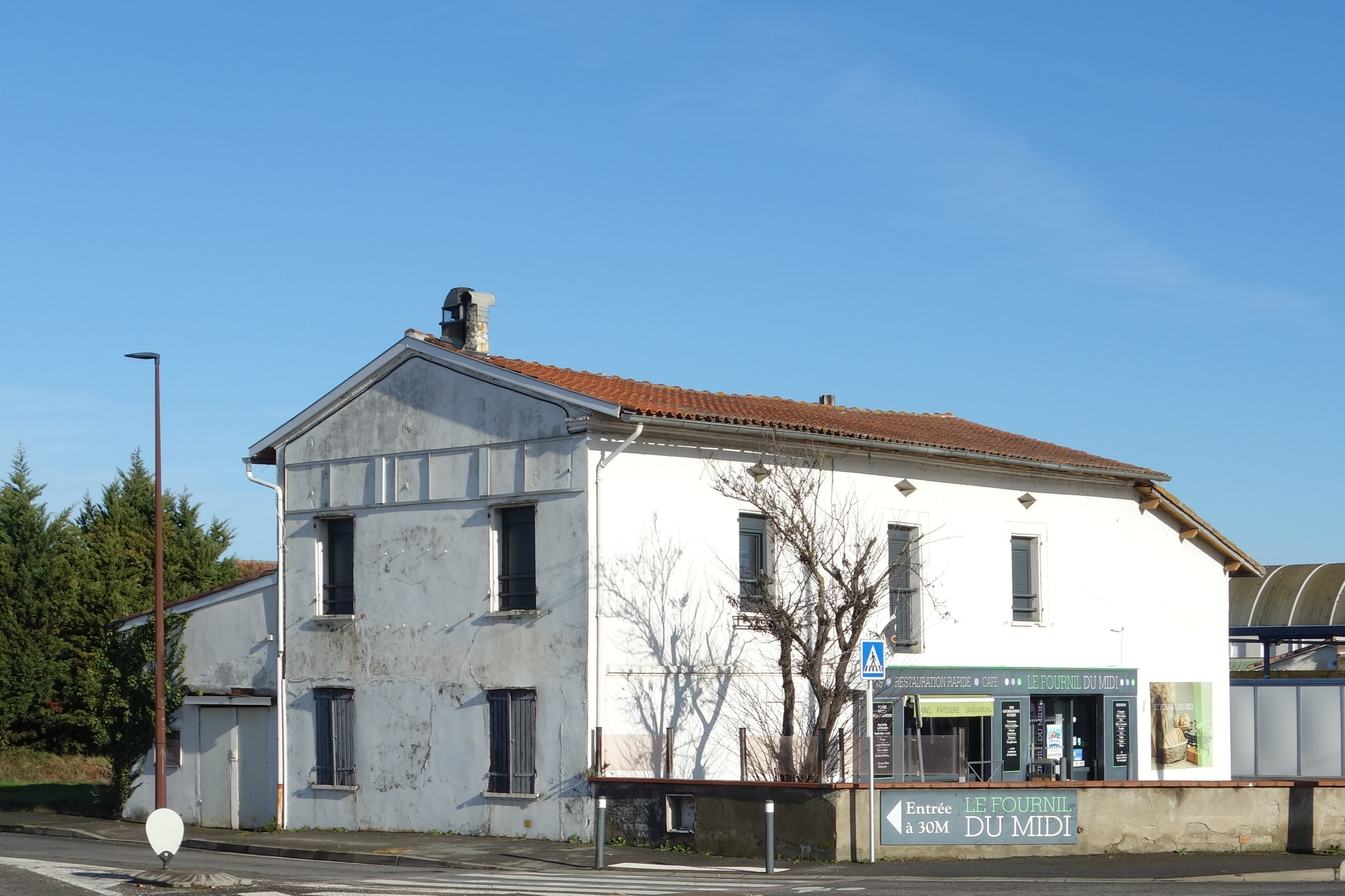
no 8 : ancienne ferme.

- no  8 : ferme (deuxième moitié du XIXe siècle).
- no  76-78 : ferme (deuxième moitié du XIXe siècle).
- no  79 : ferme (1861)[4].
- no  83 : maison (deuxième moitié du XIXe siècle)[5].
- no  127 : maison toulousaine (deuxième moitié du XIXe siècle)[6].